# Римська маневрова лінія

Карта оборонних рубежів Зимової лінії (на схемі Римська маневрова лінія на північному заході в системі оборонних ліній, виділена брунатним пунктирним кольором). 1943

Римська маневрова лінія — допоміжна лінія оборони в системі німецьких фортифікаційних споруд під загальною назвою Зимова лінія в Центральній Італії, що існувала за часів Другої світової війни.

## Зміст
Римська маневрова лінія, оборонний рубіж, який простягався північніше лінії Цезаря С, останньої німецької лінії оборони в Італії на підступах до Риму під час Італійської кампанії Другої світової війни, на віддалені 15-30 км від неї до узбережжя Тірренського моря.
Наступною у системі німецької оборони була проміжна лінія Тразімено, яка простягалася від адріатичного до тірренського берегів у центральній Італії, й призначалася для максимальної затримки просування союзних військ, до повного завершення будівництва Готичної лінії, що влаштовувалася північніше Флоренції.
30 травня 1944 року 5-та американська армія генерал-лейтенанта Марка Кларка після прориву з плацдарму поблизу Анціо подолала оборонні позиції лінії Цезаря С, яку утримували підрозділи німецької 14-ї армії, дорога до Риму нарешті була відкрита. Німці планово відступили до своєї чергової лінії Тразімено, де 14-та армія генерал-полковника Ебергарда фон Маккензена у взаємодії з німецькою 10-ю армією генерал-полковника Генріха фон Фітингофа перейшла до оборони, перш ніж під тиском англо-американських військ відійти до найміцнішого оборонного рубежу Готичної лінії.